# Carol Ward
Carol Ward je novozelandska hokejašica na travi. 
Svojim igrama je izborila mjesto u novozelandskoj izabranoj vrsti. 

## Sudjelovanja na velikim natjecanjima
S "The Black Sticksicama" je sudjelovala na ovim velikim natjecanjima:
- 2001.: Trofej prvakinja u Amstelveenu, 5. mjesto
- 2002.: SP u Perthu, 11. mjesto